# Пшисетниця (Малопольське воєводство)
Пшисетниця (пол. Przysietnica) — село в Польщі, у гміні Старий Сонч Новосондецького повіту Малопольського воєводства.
Населення — 2055 осіб (2011).
У 1975—1998 роках село належало до Новосондецького воєводства.

## Географія
Селом протікає річка Пшисетниця.

## Демографія
Демографічна структура станом на 31 березня 2011 року:
|          | Загалом | Допрацездатний вік | Працездатний вік | Постпрацездатний вік |
| -------- | ------- | ------------------ | ---------------- | -------------------- |
| Чоловіки | 1043    | 278                | 681              | 84                   |
| Жінки    | 1012    | 263                | 599              | 150                  |
| Разом    | 2055    | 541                | 1280             | 234                  |